# بوب سميث (ممثل)
بوب سميث (بالإنجليزية: Buffalo Bob Smith)‏ هو ممثل أمريكي، ولد في 27 نوفمبر 1917 ببوفالو في الولايات المتحدة، وتوفي في 30 يوليو 1998 في الولايات المتحدة بسبب سرطان.

## وصلات خارجية
- بوب سميث على موقع IMDb (الإنجليزية)
- بوب سميث على موقع أول موفي (الإنجليزية)
- بوب سميث على موقع قاعدة بيانات الأفلام السويدية (السويدية)
- بوب سميث على موقع إن إن دي بي (الإنجليزية)
- بوب سميث على موقع قاعدة بيانات الفيلم (الإنجليزية)
- بوب سميث على موقع كينوبويسك (الروسية)